# 256797 Benbow
256797 Benbow este un asteroid din centura principală, descoperit pe 9 februarie 2008, de Juan Lacruz.